# Championnat des Maldives de football 2001
Navigation
Saison suivante
La saison 2001 du Championnat des Maldives de football est la cinquante-et-unième édition du championnat national aux Maldives.
La compétition se déroule en trois phases distinctes :
- Les championnats régionaux déterminent les équipes qualifiées pour la Dhivehi League, la poule nationale, avec 4 qualifiées pour l'atoll de Malé et 2 pour l'ensemble des autres atolls.
- Les six formations sont regroupées au sein d'une poule unique et s'affrontent une seule fois.
- Les deux meilleures équipes de la poule disputent la finale nationale pour le titre de champion des Maldives.

C’est le tenant du titre, Victory SC, qui est à nouveau sacré cette saison après avoir battu Club Valencia en finale. Il s'agit du sixième titre de champion des Maldives de l'histoire du club.

## Les clubs participants
| - Atoll de Malé : - Victory SC - Hurriyya SC - Club Valencia - Island FC | - Atoll de Hinnavaru : - Haspress Club - Atoll de Veymandoo - Zuvanunge Jamiyya |

## Compétition
Le barème de points servant à établir le classement se décompose ainsi :
- Victoire : 3 points
- Match nul : 1 point
- Défaite : 0 point

### Dhivehi League
| Rang | Équipe            | Pts | J | G | N | P | Bp | Bc | Diff |  | Résultats (▼ dom., ► ext.) | Val | Vic | Isl | Hur | Has | Zuv  |
| ---- | ----------------- | --- | - | - | - | - | -- | -- | ---- |  | -------------------------- | --- | --- | --- | --- | --- | ---- |
| 1    | Club Valencia     | 13  | 5 | 4 | 1 | 0 | 16 | 4  | +12  |  | Club Valencia              |     | 2-1 | 1-1 | 3-1 | 5-0 | 5-1  |
| 2    | Victory SCT       | 10  | 5 | 3 | 1 | 1 | 22 | 5  | +17  |  | Victory SCT                |     |     | 1-1 | 1-0 | 9-2 | 10-0 |
| 3    | Island FC         | 9   | 5 | 2 | 3 | 0 | 7  | 4  | +3   |  | Island FC                  |     |     |     | 0-0 | 2-0 | 3-2  |
| 4    | Hurriyya SC       | 5   | 5 | 1 | 2 | 2 | 8  | 6  | +2   |  | Hurriyya SC                |     |     |     |     | 0-0 | 7-2  |
| 5    | Haspress Club     | 4   | 5 | 1 | 1 | 3 | 6  | 19 | -13  |  | Haspress Club              |     |     |     |     |     | 4-3  |
| 6    | Zuvanunge Jamiyya | 0   | 5 | 0 | 0 | 5 | 8  | 29 | -21  |  | Zuvanunge Jamiyya          |     |     |     |     |     |      |

|  | Qualification pour la finale pour le titre                 |
|  | T : Tenant du titre C : Vainqueur de la Coupe des Maldives |

### Finale pour le titre
| Équipe 1   | Résultat | Équipe 2      |
| ---------- | -------- | ------------- |
| Victory SC | 2 - 1    | Club Valencia |

## Bilan de la saison
| Championnat des Maldives de football 2001                             |                       |
| Champion                                                              | Victory SC (6e titre) |
| Coupes et trophées                                                    |                       |
| Vainqueur de la Coupe des Maldives 2001                               | New Radiant           |
| Qualifications continentales                                          |                       |
| Coupe d'Asie des clubs champions 2001-2002                            | New Radiant           |
| Coupe d'Asie des vainqueurs de coupe de football 2001-2002            | Victory SC            |
| Promotions et relégations                                             |                       |
| Promus en Dhivehi League                                              | Aucun                 |
| Relégués en Championnat des Maldives de football de deuxième division | Aucun                 |